# Heineken Experience

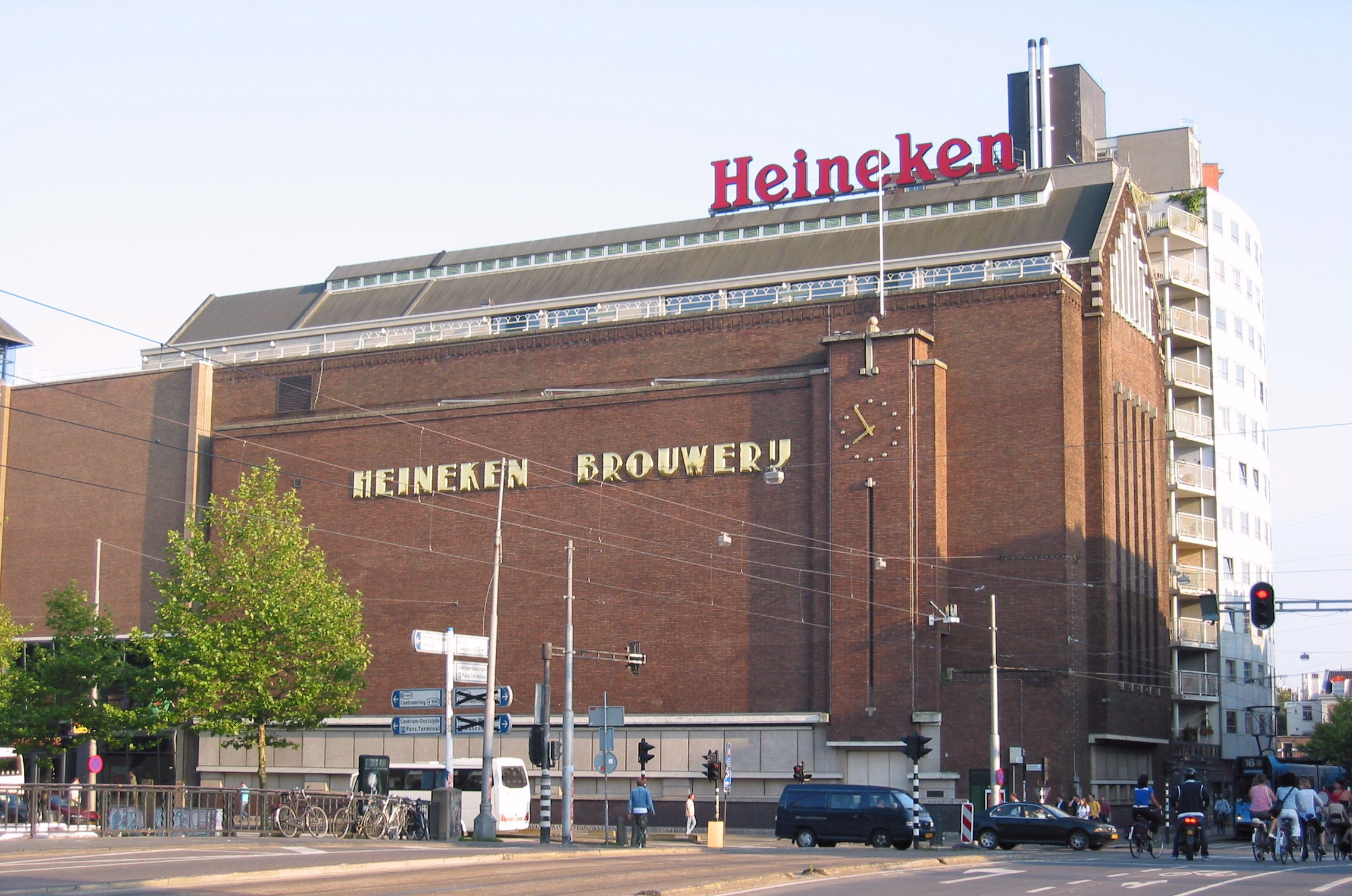
Heineken Experience

Heineken Experience – zabytkowy browar w Amsterdamie, w którym obecnie znajduje się nowoczesne, interaktywne muzeum poświęcone marce piwa Heineken i jego historii.
Browar w centrum Amsterdamu powstał w 1867 roku i pełnił swą funkcję ponad 120 lat. W 1991 roku produkcję piwa przeniesiono do nowoczesnego browaru w Zoeterwoude, a zabytkowy budynek został otwarty dla zwiedzających jako Centrum Powitalne i Informacyjne Heinekena (hol. Heineken ontvangst- en informatiecentrum). W 2001 roku zmieniło ono nazwę na Heineken Experience.
Heineken Experience to obecnie jedna z głównych atrakcji turystycznych Amsterdamu – rocznie odwiedza ją 400 tys. osób. Zwiększone zainteresowanie doprowadziło do rozbudowy i modernizacji, jaką obiekt przeszedł między październikiem 2007 a grudniem 2008 roku. Chociaż reklamuje się hasłem We’re not the Heineken Museum, we’re the Heineken Experience, obecnie łączy w sobie funkcję muzeum oraz nowoczesnego centrum multimedialnego. Można tam zapoznać się z historią browaru, dziejami piwowarskiej rodziny Heinekenów, prześledzić każdy etap procesu warzenia piwa, obejrzeć bogatą kolekcję butelek, etykiet piwnych oraz plakatów reklamowych, ilustrujących ewolucję marki na przestrzeni lat. Ekspozycje poświęcone najnowszej historii prezentują m.in. międzynarodowe zaangażowanie Heinekena w sponsoring Ligi Mistrzów UEFA oraz innowacyjne rozwiązania BeerTender i DraughtKeg. W budynku działa również mały browar oraz sklep z pamiątkami.
Heineken Experience jest jednym z tzw. punktów kotwicznych na Europejskim Szlaku Dziedzictwa Przemysłowego. W 2009 roku został wyróżniony przez Themed Entertainment Association za wybitne osiągnięcia w kategorii Brand Experience za „podniesienie poprzeczki dla projektów związanych z odkrywaniem marek różnych korporacji na całym świecie”.